# Zielone Wzgórze (Wzgórza Warszewskie)
Zielone Wzgórze (Winnogóra, niem. Weinberg) – wzgórze na terenie Uroczyska Kupały w Szczecinie-Gocławiu. Strome stoki pokryte buczyną - wschodnie opadają ku dolinie Odry, a zachodnie ku dolinie Glinianki. W 1912 roku na wzgórzu zbudowano wieżę widokową - Wieżę Bismarcka (Wieżę Gocławską). W części niższej Zielonego Wzgórza znajdował się lokal rozrywkowy Weinberg z restauracją i miejscami wypoczynkowymi. Przez wzgórze przechodzi  Szlak Gocławski. 

## Galeria

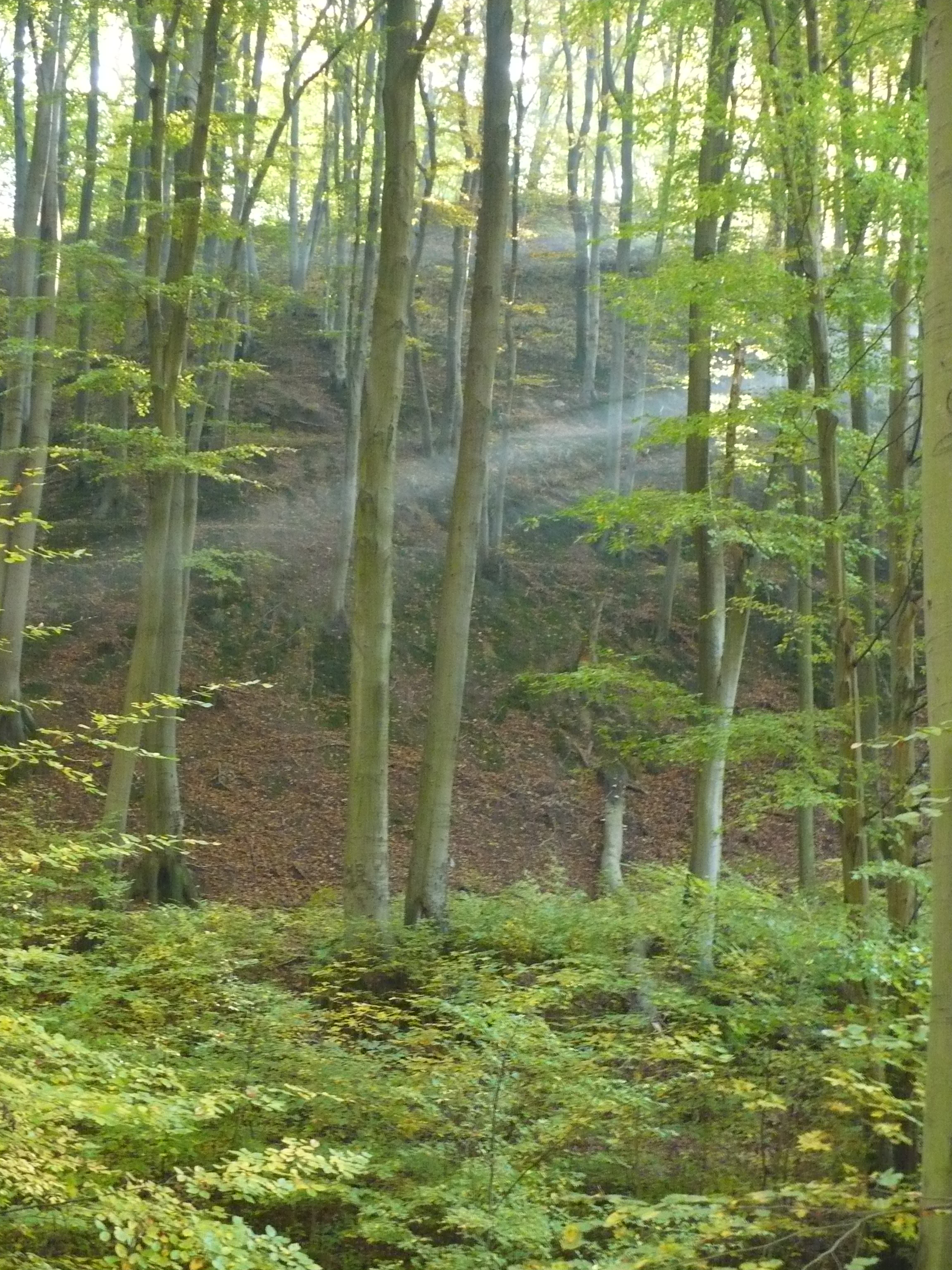
Zielone Wzgórze od strony doliny Glinianki